# Rzeczywista masa całkowita
Rzeczywista masa całkowita – według prawa o ruchu drogowym masa pojazdu łącznie z masą znajdujących się w nim rzeczy i osób.